# Pseudofumaria lutea
A Pseudofumaria lutea a boglárkavirágúak (Ranunculales) rendjébe és a mákfélék (Papaveraceae) családjába tartozó faj.

## Rendszertani eltérés
Ezt a növényfajt korábban a keltike (Corydalis) nemzetségbe sorolták be, Corydalis lutea név alatt.

## Előfordulása
A Pseudofumaria lutea eredeti előfordulási területe az európai Alpok délnyugati és középső részei. Olaszországban és Svájcban őshonos. Azonban az ember betelepítette Ausztriába, a balti országokba, Belgiumba, az egykori Csehszlovákiába, Dániába, Franciaországba, Németországba, Nagy-Britanniába, Írországba, Hollandiába, Norvégiába, Lengyelországba és Svédországba.

## Képek

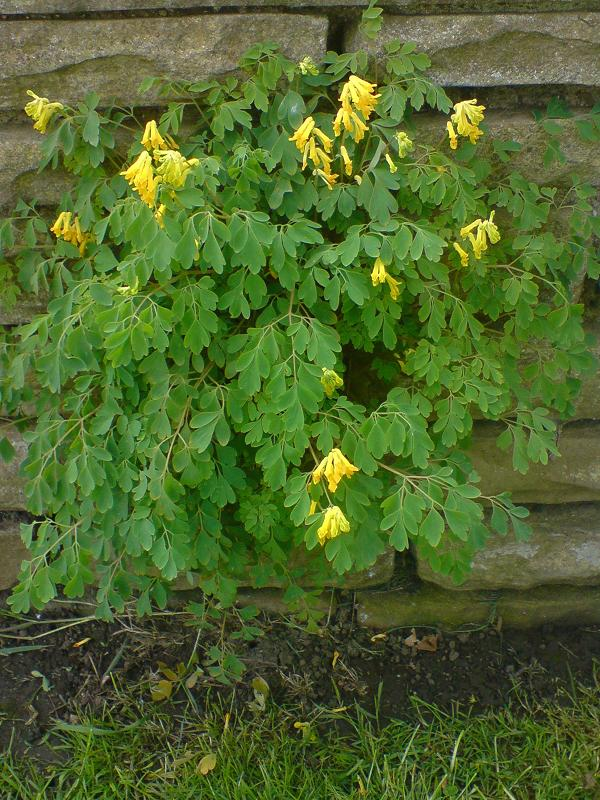
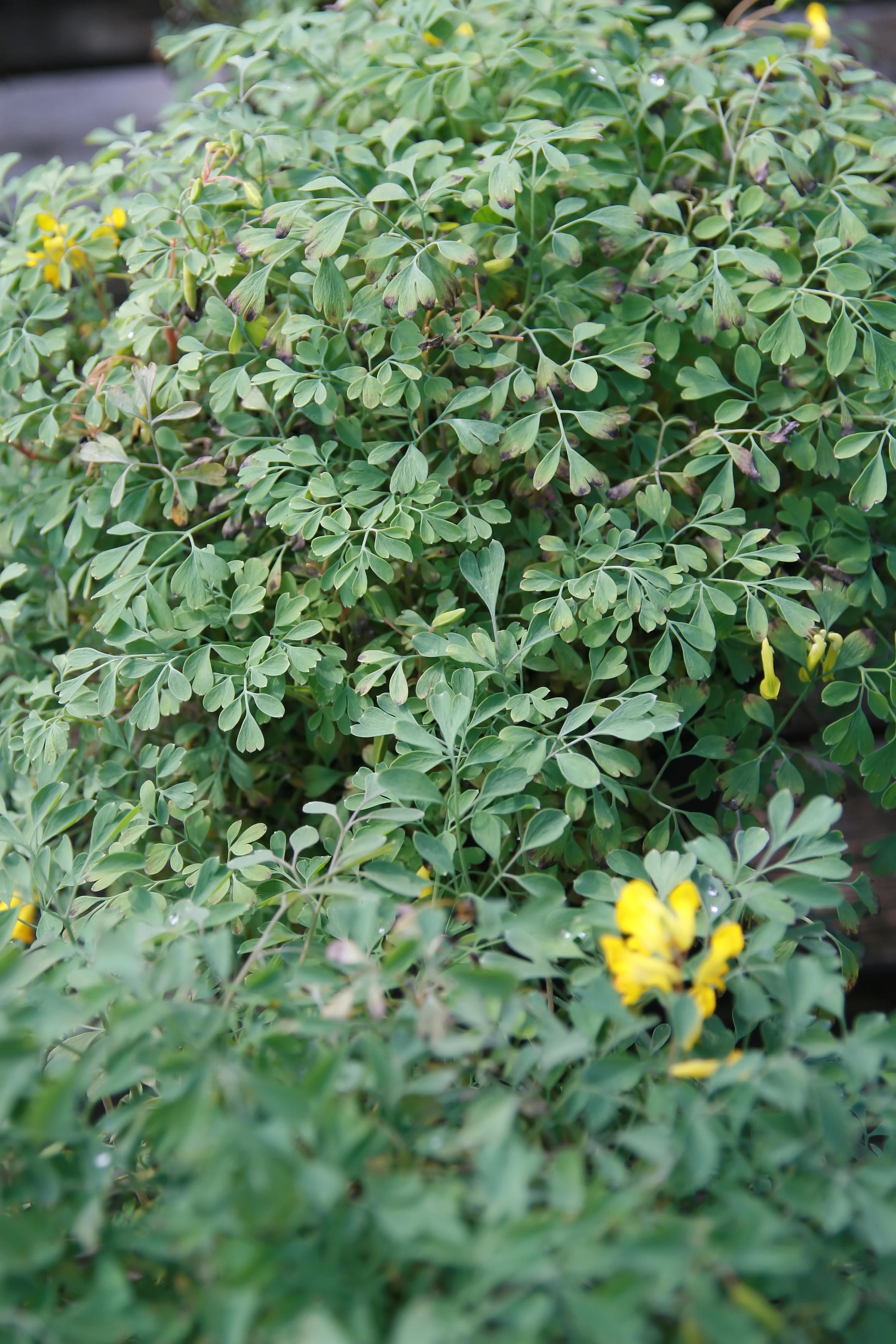
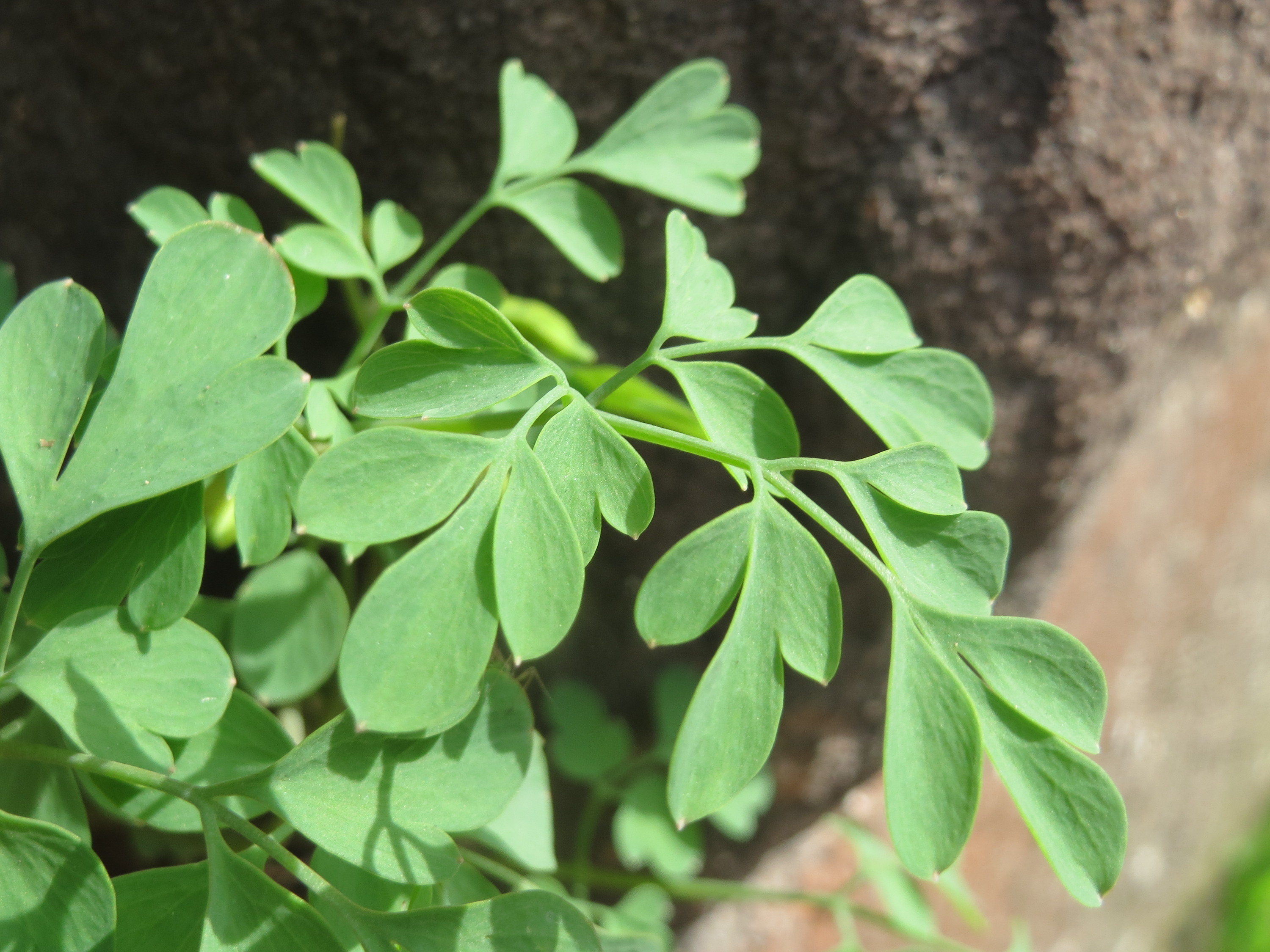
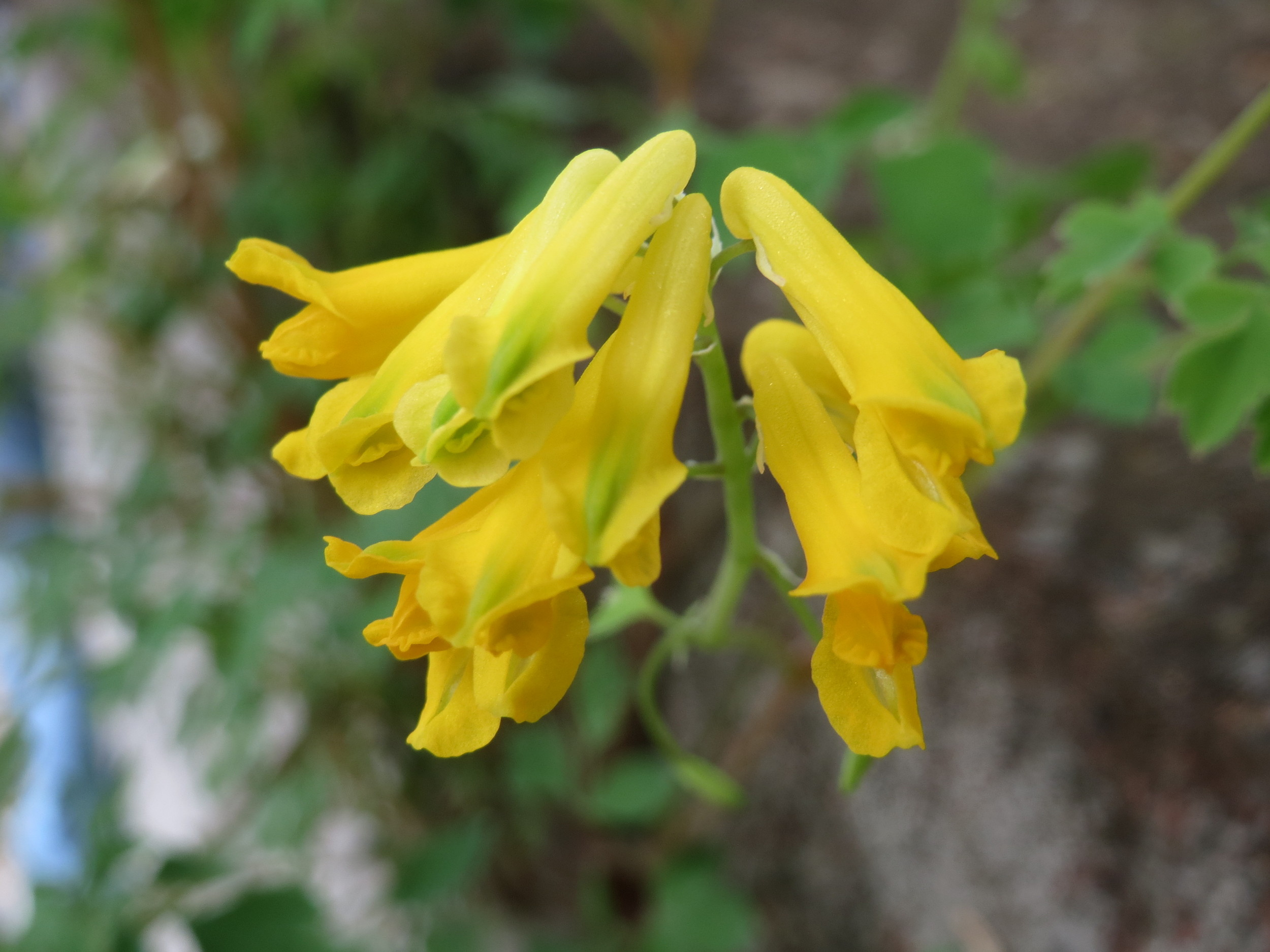
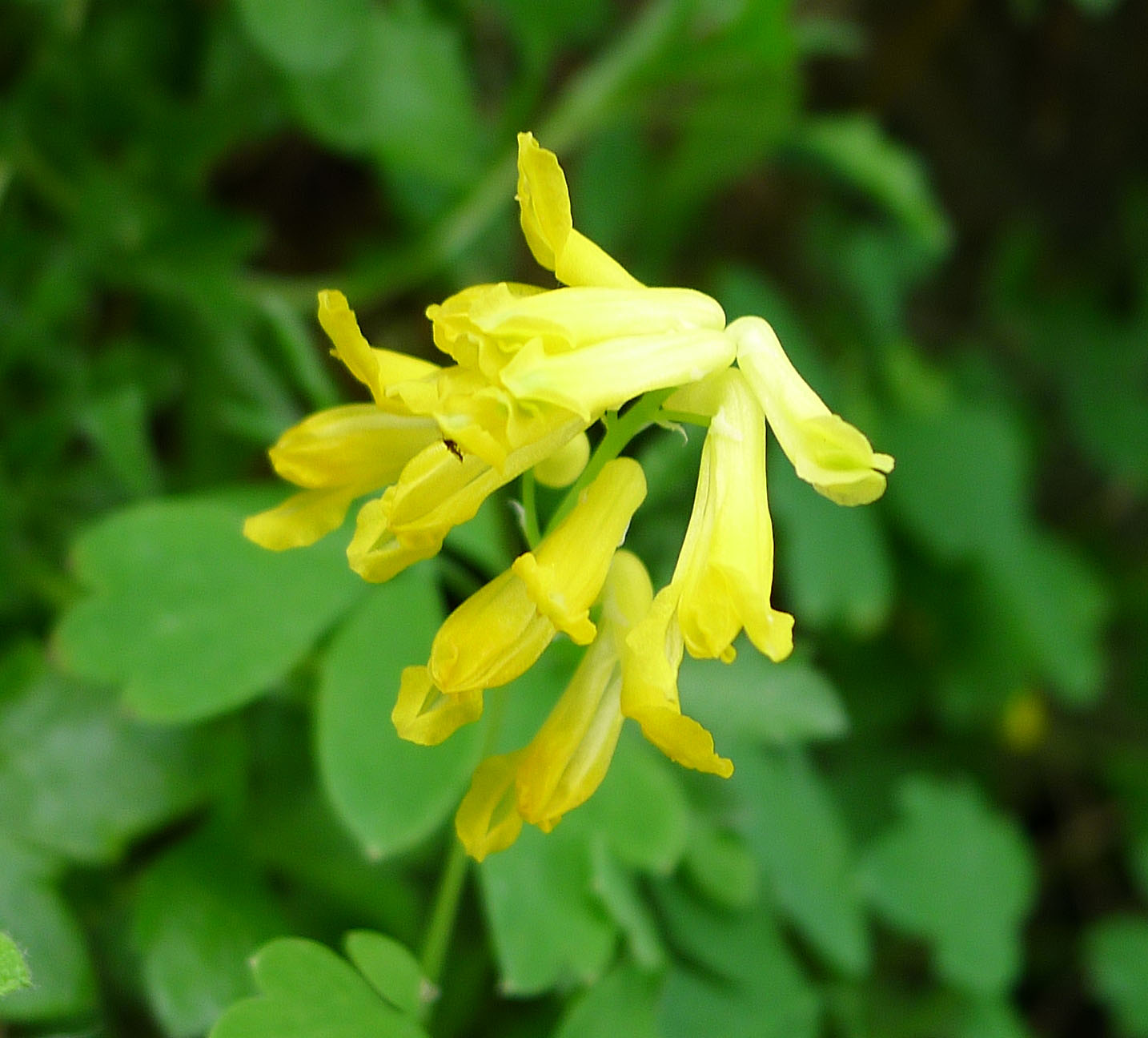

## Megjelenése
30-38 centiméter magas évelő növény. A sárgászöld vagy szürkészöld levelei hasadtak, több részre oszlanak; néha télen is a növényen maradnak. A sárga virágai 4 szirmúak és 2 centiméter hosszúak. A termése ovális és lapos; benne sötétbarna magok ülnek.